# Southmen de Memphis
Stade
Maillots
Les Southmen de Memphis (en anglais : Memphis Southmen) sont une ancienne franchise de football américain qui évoluait dans la World Football League en 1974 et 1975. Ils disputaient leurs rencontres au Liberty Bowl Memorial Stadium à Memphis, dans l'État du Tennessee aux États-Unis.

## Histoire
Originellement prévue pour être basée à Toronto au Canada et se nommer les Northmen, l'équipe ne peut s'y installer quand le premier ministre canadien, Pierre Trudeau, annonce qu'aucune ligue basée aux États-Unis n'est autorisée à entrer en concurrence au Canada avec le football canadien à la suite d'un projet de loi. L'équipe change alors de lieu et s'installe à Memphis sous le nom de Southmen. Ce nom ne plaît pas aux habitants de Memphis et la franchise est surnommée les Grizzlies de Memphis (Memphis Grizzlies), probablement à cause de son logo qui représente un ours devant un soleil.
L'équipe est la propriété de John F. Bassett qui est plus tard le propriétaire des Bandits de Tampa Bay dans la United States Football League. John McVay est quant à lui nommé entraineur pour cette première saison. Le premier match est joué et gagné 34-15 contre les Wheels de Détroit devant 30 122 spectateurs dont le plus célèbre est Elvis Presley. Pour sa première saison, la franchise termine meilleure équipe de la ligue avec un bilan de 17 victoires contre 3 défaites mais elle est éliminée dès son premier match de play-off en demi-finale contre les Blazers de la Floride 15-18.
Pour la saison suivante, Bassett engage trois vedettes des Dolphins de Miami de la National Football League (NFL) : les running backs Larry Csonka et Jim Kiick ainsi que le wide receiver Paul Warfield. Bien qu'apportant une certaine crédibilité à la ligue, l'arrivée de ces vedettes n'empêche pas cette dernière de déposer le bilan au milieu de la saison 1975 sur un bilan de sept victoires contre quatre défaites pour les Grizzlies, le dernier match de l'histoire de la franchise se soldant par un revers 0-21 contre les Vulcans de Birmingham.
L'équipe annonce ensuite qu'elle envisage d'intégrer la NFL mais, malgré ses efforts, cette dernière refuse.

## Résultats
| Date | Rés      | Adversaire                  | Score | Fiche (V-D-N) |
| ---- | -------- | --------------------------- | ----- | ------------- |
|      | victoire | Wheels de Détroit           | 34-15 | 1-0-0         |
|      | victoire | Storm de Portland           | 16-8  | 2-0-0         |
|      | défaite  | Americans de Birmingham     | 33-58 | 2-1-0         |
|      | victoire | Sun de la Californie du Sud | 25-15 | 3-1-0         |
|      | défaite  | Bell de Philadelphie        | 15-46 | 3-2-0         |
|      | victoire | Wheels de Détroit           | 37-7  | 4-2-0         |
|      | victoire | The Hawaiians               | 60-8  | 5-2-0         |
|      | victoire | Blazers de la Floride       | 26-18 | 6-2-0         |
|      | victoire | Sharks de Jacksonville      | 16-13 | 7-2-0         |
|      | victoire | Texans de Houston           | 45-0  | 8-2-0         |
|      | victoire | Americans de Birmingham     | 46-7  | 9-2-0         |
|      | victoire | Fire de Chicago             | 25-7  | 10-2-0        |
|      | victoire | Steamer de Shreveport       | 17-14 | 11-2-0        |
|      | victoire | Sharks de Jacksonville      | 47-19 | 12-2-0        |
|      | victoire | Hornets de Charlotte        | 27-23 | 13-2-0        |
|      | victoire | Blazers de la Floride       | 25-15 | 14-2-0        |
|      | défaite  | Storm de Portland           | 25-26 | 14-3-0        |
|      | victoire | The Hawaiians               | 33-31 | 15-3-0        |
|      | victoire | Fire de Chicago             | 49-24 | 16-3-0        |
|      | victoire | Hornets de Charlotte        | 28-22 | 17-3-0        |

| Date              | Rés      | Adversaire              | Score | Fiche (V-D-N) |
| ----------------- | -------- | ----------------------- | ----- | ------------- |
| 2 août 1975       | victoire | Jacksonville Express    | 27-26 | 1-0-0         |
| 9 août 1975       | victoire | Charlotte Hornets       | 23-11 | 2-0-0         |
| 23 août 1975      | défaite  | Philadelphia Bell       | 18-22 | 2-1-0         |
| 30 août 1975      | victoire | Chicago Winds           | 31-7  | 3-1-0         |
| 6 septembre 1975  | victoire | The Hawaiians           | 37-17 | 4-1-0         |
| 14 septembre 1975 | victoire | Shreveport Steamer      | 34-23 | 5-1-0         |
| 21 septembre 1975 | victoire | Portland Thunder        | 16-3  | 6-1-0         |
| 29 septembre 1975 | défaite  | San Antonio Wings       | 17-25 | 6-2-0         |
| 7 octobre 1975    | victoire | Southern California Sun | 37-33 | 7-2-0         |
| 13 octobre 1975   | défaite  | Birmingham Vulcans      | 14-18 | 7-3-0         |
| 20 octobre 1975   | défaite  | Birmingham Vulcans      | 0-27  | 7-4-0         |